# Ottmar Braun
Ottmar Braun (* 26. Dezember 1944 in Wermelskirchen; † 28. November 2022) war ein deutscher Journalist und Honorarkonsul.

## Leben
Braun absolvierte seine Ausbildung zum Zeitungsredakteur bei der Neuen Ruhr-Zeitung (NRZ, Essen) unter Chefredakteur Jens Feddersen und im Deutschen Institut für publ. Bildungsarbeit. Berufsbegleitend studierte er Betriebswirtschaftslehre, Volkswirtschaftslehre und Soziologie in Köln und Aachen.
Anschließend war Braun einige Jahre als Redaktionsleiter für die Regionalausgabe der NRZ Aachen und als Redaktionsleiter für die Aachener Volkszeitung (später: Aachener Zeitung) tätig. Im Jahr 1974 wechselte er in die Stadtverwaltung Aachen und übernahm als Direktor das städtische Presse- und Werbeamt und wurde persönlicher Referent des Oberbürgermeisters Kurt Malangré, MdEP, und des Stadtdirektors Heiner Berger mit Sitz im Haus Löwenstein.
Nach 17 Jahren in Diensten der Stadt Aachen kehrte Braun 1991 zur Aachener Volkszeitung zurück und leitete diese bis 1995 als Chefredakteur.
Neben seinem Hauptberuf schrieb Braun regelmäßig Artikel für die Kunstzeitschrift Weltkunst und lehrte mehr als zwei Jahrzehnte lang als Honorarprofessor das Fach Medienkunde an der FH Aachen. Darüber hinaus unterrichtete er von 1999 bis 2001 als Dozent an der Universität der Künste Berlin.

## Ehrenamt
Außerberuflich engagierte sich Braun in hohem Maße ehrenamtlich und wurde 1988 als erster Journalist zum Honorarkonsul des Großherzogtums Luxemburg für die Städteregion Aachen und die Kreise Düren und Heinsberg sowie ab 2006 zum Generalkonsul Luxemburgs für das Land Nordrhein-Westfalen gewählt.
Darüber hinaus war Braun bis 1994 Pressesprecher des Internationalen Karlspreises und bis 2020 Beiratssprecher des Kölner Kunstauktionshauses VAN HAM.

## Auszeichnungen (Auswahl)
Ottmar Braun wurde unter anderem mit folgenden Auszeichnungen geehrt:
- 2001: Bundesverdienstkreuz am Bande[4]
- Ehrensenator der FH Aachen
- 2005: Zeitungsente des Bezirksvereins Aachener Presse
- 2014: Ernennung zum Kommerzialrat Luxemburgs
- 2014: Commandeur de  l’Ordre de la Couronne de Chêne[5]
- 2016: Conseiller du Commerce Extérieur[6]

## Publikationen
- Marktstrategische Positionierung einer deutschen Regionalzeitung am Beispiel der Aachener Volkszeitung (Aachener Zeitung). Herausgeber des Magazins „Aachen – Bilder und Berichte“ (16 Jahre). Luxemburgische Autoren: Premierminister Jacques Santer (später EU-Kommissionspräsident), Botschafter Adrien Meisch und Ottmar Braun
- Lebendiges Aachen-Porträt einer Europäischen Stadt, Brigg-Verlag 1983, ISBN 978-3-87101-203-7 (gemeinsam mit Hans-Jürgen Rau)[7]